# TOI-700 d
TOI-700 d é um exoplaneta, provavelmente rochoso, em órbita da TOI-700, uma estrela anã vermelha a 101,4 anos-luz de distância que fica na constelação Dorado. O exoplaneta é o primeiro exoplaneta que que tem o tamanho da Terra na Zona habitável circunstelar descoberto pelo Transiting Exoplanet Survey Satellite (TESS).

## Dados dos planetas da TOI-700
Dados comparados aos da Terra
B
- massa 1,07 (+0,80 -0,43)
- período 9,977 (+0,00024 -0,00028)
- semieixo maior 0.0637(+.0,0064 – 0,0060)
- raio 1.010  (+0,094 – 0,0087)
- inclinação 89,90º +0,23 -0,32}

C
- massa 7,48 (+5,89 -3,30)
- período 16,05010098 (+ 0,000089 -0,000092)
- semieixo maior 0,0925 (+.0,0088 –0 .0083)
- raio 2,63 (+0,24 – 0,023)
- inclinação 89,90° (+0,16 -0,11)}

D
- massa 1,72 (+1,29 -0,63)
- período 37,426 (+ 0,0007 -0,0010)
- semieixo maior 0,163 (+/- 0,15)
- raio 1,19 (+/-0,11)
- inclinação 89,73° (+0,15 -0,12)

## Características físicas

### Massa, raio e temperatura
O TOI-700 d é do tamanho da Terra, possuindo ainda raio e massa semelhantes ao nosso planeta. Tem uma massa estimada em torno de 1,72 a da Terra e um raio de 1,19 o da Terra.

### Estrela anfitriã
O TOI-700 é uma anã vermelha da classe espectral M que é 40% da massa, 40% do raio e 50% da temperatura em relação ao Sol. A baixa taxa de rotação também é um indicador de baixa atividade estelar.

### Órbita
O TOI-700 d orbita sua estrela hospedeira a cada 37,426 dias.

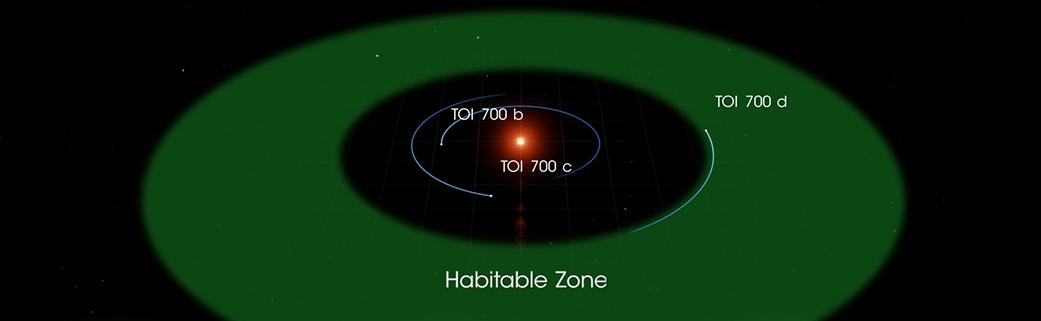
O sistema multiplanetário TOI-700

## Habitabilidade proposta
O TOI-700 d tem sua órbita na zona habitável de sua estrela hospedeira TOI-700.

## Descoberta
O TOI-700 d foi descoberto pelo Transiting Exoplanet Survey Satellite (TESS) no início de janeiro de 2020.